# Parco regionale Clyde Muirshiel
Il parco regionale Clyde Muirshiel (in inglese Clyde Muirshiel Regional Park) è un parco regionale scozzese che riunisce una serie di aree protette a sud dell'estuario del Clyde. Muirshiel è un termine della lingua scozzese che letteralmente in inglese significa moorhut (capanno nella brughiera).

## Territorio

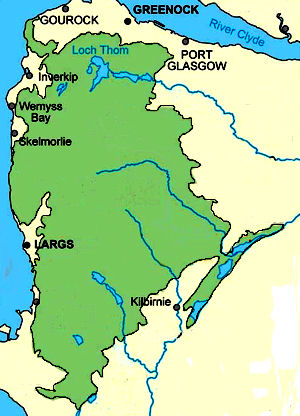
Le aree che costituiscono il parco

Il parco tutela una superficie di 281 chilometri quadri (108 mi²) nelle aree di consiglio di Inverclyde, North Ayrshire e Renfrewshire, e si estende dai dintorni di Greenock, nel nord, sia lungo la costa di Largs e del West Kilbride sia, verso l'interno, fino a Dalry e Lochwinnoch.
Tra le zone incluse nel parco ci sono gli specchi d'acqua del Castle Semple Loch e del Loch Thom, la zona collinare del Muirshiel Country Park, la Barnbrock Farm, la baia di Lunderston, Locherwood, Haylie Brae e Knockendon.

## Storia
Il nucleo del parco è rappresentato da un'antica riserva di caccia, e la costituzione di un parco regionale fu inizialmente proposta nel 1947. Ciononostante fu solo venti anni dopo che il consiglio della contea del Renfrewshire propose l'istituzione del parco regionale e sviluppò un programma di gestione dell'area di 30 000 acri (12 000 ha), così che nel giugno del 1970 si arrivò alla creazione dell'area protetta. Nel 1973 aprì il centro visite di Cornalees Bridge. La gestione della varie aree protette che oggi compongono il parco fu assunta dal consiglio regionale di Strathclyde nel 1975, e passò poi alla Clyde Muirshiel Park Authority nel 1990, quando questa venne costituita.

## Ambiente
Da un punto di vista estetico, ricreativo e della conservazione ambientale il parco è considerato una sorta di microcosmo che rispecchia la Scozia, con una varietà di ambienti che spazia dalle sponde fluviali e lacustri alle brughiere di alta collina. La sua flora originaria è però in varie aree minacciata dal diffondersi della specie invasiva Rhododendron ponticum; un'altra minaccia per la biodiversità è l'eccessiva crescita in altezza delle conifere da legno, che devono essere periodicamente tagliate in modo da evitare il rischio di stroncamento e di cadute massive a causa di fenomeni atmosferici violenti. Nella zona sud-ovest del lago di Castle Semple si trova un centro ornitologico gestito da RSPB (Royal Society for the Protection of Birds).

## Strutture ricettive

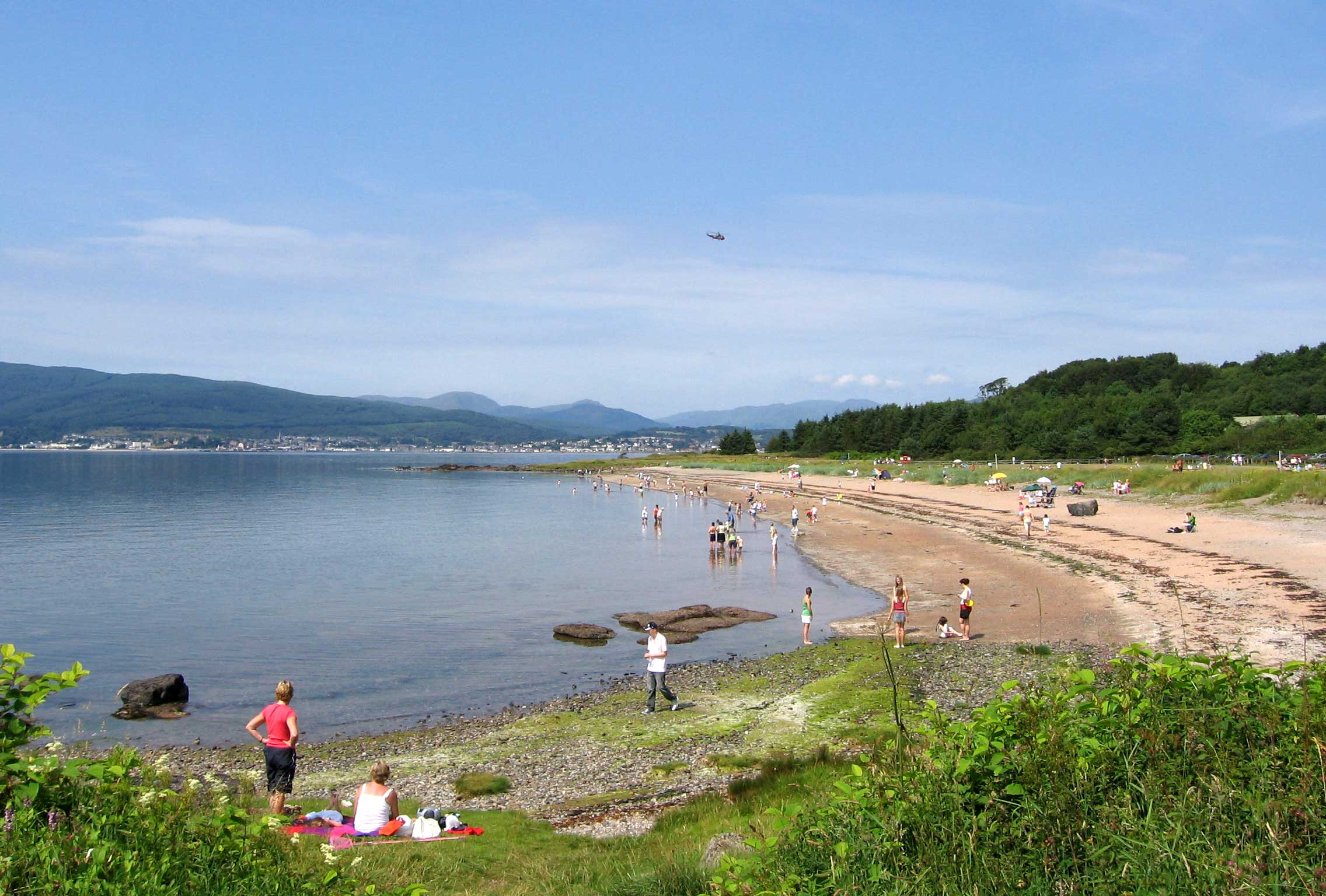
L'area picnic sulla spiaggia della Lunderston Bay

Il parco è dotato di un centro visite detto Cut Centre, che si trova al Cornalees Bridge nei pressi del Loch Thom e che fornisce informazioni sul Greenock Cut, un antico acquedotto. Il centro visite di Muirshiel è collocato all'interno del parco, tra le colline, e un altro si trova sulle sponde del Castle Semple Loch e dispone di un punto informativo sulle attività all'aria aperta e di un servizio di noleggio di imbarcazioni. A Barnbrock si trova un campeggio, mentre la spiaggia sabbiosa di Lunderston Bay è collegata con un sentiero costiero a Inverkip.  Nel parco esistono numerose aree di parcheggio, zone par picnic e itinerari ciclabili e pedonali.

## Attività
Attorno a Loch Thom e al Greenock Cut sono possibili facili passeggiate che consentono di visitare aree rilevanti dal punto di vista dell'archeologia industriale, mentre la chiesa collegiata di Castel Semple e l'area circostante sono legate ad epoche più antiche. Nel parco è possibile praticare l'hill walking, ovvero l'escursionismo in ambiente collinare. Tra le escursioni più frequentate possono essere citate il  Lochshore Loop, un percorso di 2 km che parte dal centro visite di Castle Semple; un sentiero che raggiunge Windy Hill del centro visite di Muirshiel e un itinerario ad anello di 10,5 km del centro visite del Greenock Cut. Nel parco di Clyde Muirshiel si possono svolgere in diversi periodi dell'anno attività all'aria aperta con istruttori quali navigazione con barca a vela, canoa, kayak, rafting e altri sport come tiro con l'arco, mountain bike e orienteering. Sul lago sono presenti tre club sportivi: il Castle Semple Sailing Club (fondato nel 1966) e il Castle Semple Rowing Club e il Clyde Windsurfing Club.

### La pista ciclabile sulla ex-ferrovia Sustrans
Una pista ciclabile, principalmente ricavata dalla vecchia linea ferroviaria Sustrans oggi dismessa, passa sulla sponda settentrionale del Castle Semple Loch nei pressi del centro visite. È lunga 14 miglia (23 km) e fa parte della Lochs and Glens Route. Le moderate pendenze dovute al fatto di avere riutilizzato il sedime della linea ferroviaria ne fanno un percorso agevole per i ciclisti e quasi del tutto separato dal traffico motorizzato.

## Edifici storici

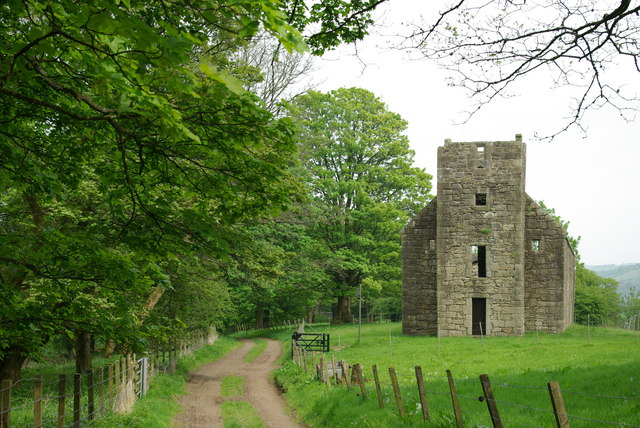
L'antica collegiata

All'interno dell'area protetta si trovano alcuni siti di interesse storico e archeologico; tra questi in particolare si può segnalare la collegiata di Castle Semple, costruita in stile tardogotico con piante rettangolare e una torre quadrata. Un tempietto si trova sulla Kenmure Hill, all'estremità settentrionale del Castle Semple loch, è quanto rimane di un'antica tenuta agricola. Fu costruito da William MacDowell a corredo della Castle Semple House, che fu distrutta da un incendio nel 1935. A nord della Hill of Stake, il rilievo più alto del parco, oltre al già citato antico acquedotto del Greenock Cut, oggi tutelato come Designated Ancient Monument, si trovavano alcune miniere a cielo aperto di barite. Il loro sfruttamento, cominciato nel XVIII secolo, venne gestito nella prima metà del XX secolo dalla Muirshiels Mineral Co. di Lochwinnoch e cessò nel 1920. L'attività mineraria riprese nel 1942 e proseguì poi con alterne vicende fino al 1969.